# Den Lilla Teatern
El Den Lilla Teatern (El Petit Teatre) és un teatre per a nens situat al carrer Persgatan, número 22 d'Uppsala, (Suècia). Va ser creat l'any 1989. L'espai havia estat anteriorment una fàbrica de bicicletes. Hi té la seu una companyia de teatre per a nens: Panikteatern.